# Ewa Hedkvist Petersen
Maria (Ewa) Hedkvist Petersen (ur. 15 stycznia 1952 w Arvidsjaur) – szwedzka polityk, posłanka do Riksdagu, deputowana do Parlamentu Europejskiego.

## Życiorys
Z wykształcenia pracownik socjalny, pracowała w tym zawodzie przez kilkanaście lat. Zasiadała w szwedzkim parlamencie z ramienia Szwedzkiej Socjaldemokratycznej Partii Robotniczej (1985–1994), wchodziła w skład rady politechniki w Luleå (1988–1997).
W 1999 i 2004 uzyskiwała mandat posłanki do Parlamentu Europejskiego z ramienia socjaldemokratów. Była członkinią Grupy Socjalistycznej, pracowała m.in. w Komisji Transportu i Turystyki. W PE zasiadała do 2007.